# Carry trade
Carry trade é uma operação financeira que consiste em tomar dinheiro a uma taxa de juros em um país e aplicá-lo em outra moeda, onde as taxas de juros são maiores. Alavancando-se na moeda de origem, o investidor realiza a arbitragem.
A carry trade do iene, a moeda do Japão, foi uma operação particularmente popular, gerando o apelido estereotípico de "Sra. Watanabe" (ou Kimono Trader, 着物トレーダー) para quem a operava. O país mantinha taxas de juros muitas baixas desde a metade da década de 1990, em resposta ao estouro da bolha financeira e imobiliária, chegando mesmo a aplicar juros negativos. A The Economist estimava em 2007 que a operação tinha um volume de um trilhão de dólares. Segundo John Authers, da Bloomberg, do começo do século até então, uma carry trade japonesa comprando peso mexicano seria mais rentável do que investir no S&P 500. Em 2024, no entanto, ocorreu uma “grande reversão” da carry trade quando o Banco Central japonês elevou a taxa de juros, provocando uma queda das bolsas em todo o mundo.